# Seznam uměleckých realizací ve veřejném prostoru na Novém Městě (Praha)
Seznam uměleckých realizací na Novém Městě v Praze 1 a 2 obsahuje tvorbu výtvarných umělců umístěnou ve veřejném prostoru v katastrálním území Nové Město. Seznam je řazen podle ulic a nemusí být úplný.

## Seznam uměleckých realizací
| Název                                                     | Fotografie                                                                                              | Lokace                                                         | Autor                                                             | Rok        | Popis                                        | Poznámka |
| --------------------------------------------------------- | --- | -------------------------------------------------------------- | ----------------------------------------------------------------- | ---------- | -------------------------------------------- | --- |
| Logo Národního divadla                                    | Kategorie „Sheet metal logo of the National Theater in Apolinářská“ na Wikimedia Commons                | Apolinářská 438/7 50°4′15,31″ s. š., 14°25′22,64″ v. d.        | Zdeněk Kolářský (1931–2022)                                       | 1983       | emblém, nerezový plech                       | Depozitář Národního divadla |
| Hrající si děvčátko                                       | | Apolinářská 440/11 50°4′16,34″ s. š., 14°25′28,01″ v. d.       | Miloslav Starec (*1927)                                           | 1980       | socha, umělý kámen                           | mateřská škola |
| Ražba tunelu metra                                        | Kategorie „Relief at Boženy Němcové no. 5“ na Wikimedia Commons                                         | Boženy Němcové 1881/5 50°4′10,08″ s. š., 14°25′48,82″ v. d.    | Jaroslav Bartoš (1926–2010)                                       | 1982       | reliéf                                       | Budova Vojenské stavby exteriér |
| Chlapec s mušlí                                           | Kategorie „Chlapec s mušlí (Stanislav Hanzík)“ na Wikimedia Commons                                     | Františkánská zahrada 50°4′56,65″ s. š., 14°25′26,44″ v. d.    | Stanislav Hanzík (1931–2021)                                      | 1992       | fontána, bronz                               | zahrada |
| Fontána Divoženky a poletuchy                             | Kategorie „Divoženky a Poletuchy (Josef Klimeš)“ na Wikimedia Commons                                   | Františkánská zahrada 50°4′55,42″ s. š., 14°25′25,25″ v. d.    | Josef Klimeš (1928–2018)                                          | 1992       | socha; bronz, žula                           | zahrada |
| Skleněná mozaika ve východním vestibulu (†)               | | Havlíčkova 50°5′17,97″ s. š., 14°25′56,39″ v. d.               | Jan Grimm (1943–2012)                                             | 1985       | mozaika, sklo                                | Metro B-Náměstí Republiky východní vestibul, odstraněno |
| Padlý                                                     | Kategorie „Zemřeli aby jiní žili (Kurt Gebauer)“ na Wikimedia Commons                                   | Horská 50°4′7,37″ s. š., 14°25′44,59″ v. d.                    | Kurt Gebauer (*1941)                                              | 2009       | kámen                                        | odhaleno 13. října; Karlov, park |
| Pomník obětem dvou totalitních režimů                     | Kategorie „Pomník obětem dvou totalitních režimů (Ladislav Sorokáč, Ondřej Tuček)“ na Wikimedia Commons | Horská 50°4′4,75″ s. š., 14°25′34,98″ v. d.                    | Ladislav Sorokáč Ondřej Tuček                                     | 2018       | žula, mramor                                 | odhaleno 1. října; Park Ztracenka, nad Albertovem |
| Odvětrávací komín s vodní hladinou                        | Kategorie „Ventilation with fountain in Horská, Prague“ na Wikimedia Commons                            | Horská 50°4′8,45″ s. š., 14°25′45,68″ v. d.                    | Miloslav Cajthaml (1927–2011) Neda Cajthamlová (1932–2014)        | 1970–1979  | architektonický prvek, beton                 | exteriér |
| Boží muka                                                 | | Horská 50°4′4,9″ s. š., 14°25′37,26″ v. d.                     | Miroslav Cikán (*1964) Pavla Melková (*1964)                      | 2011       | architektonický prvek, socha; ocel           | Bastion U Božích muk, u vchodu |
| Keramická barevná mozaika (†)                             | | Hybernská 1014/13 50°5′14,75″ s. š., 14°25′59,34″ v. d.        | Lubor Těhník (1926–1987)                                          | 1965       | dekorativní stěna, keramika                  | Masarykovo nádraží ve vstupu do Informací zaniklo 2018 |
| Hlava Franze Kafky                                        | Kategorie „Kinetic Head of Franz Kafka“ na Wikimedia Commons                                            | Charvátova 50°4′54,05″ s. š., 14°25′14,98″ v. d.               | David Černý (*1967)                                               | 2014       | mobilní plastika, kov; 10,6 m                | odhaleno 31. října; u obchodního centra Quadrio |
| Čtyři betonové pylony                                     | Kategorie „Plastické vzory (Miloslav Chlupáč)“ na Wikimedia Commons                                     | Ječná 243/39a 50°4′32,24″ s. š., 14°25′40,89″ v. d.            | Miloslav Chlupáč (1920–2008)                                      | 1984       | dekorativní stěna, litý beton                | budova Teplotechny |
| Keramický obklad stěny                                    | | Jindřišská 50°4′57,74″ s. š., 14°25′34,51″ v. d.               | Zdeněk Sýkora (1920–2011)                                         | 1968       | dekorativní stěna, keramické dlaždice        | východ z metra, 505×352 cm (18 m²), od roku 2005 součást kavárny |
| Pomník Aloise Jiráska                                     | Kategorie „Statue of Alois Jirásek by Karel Pokorný and Jaroslav Fragner“ na Wikimedia Commons          | Jiráskovo náměstí 50°4′33,35″ s. š., 14°24′51,59″ v. d.        | Karel Pokorný (1891–1962) Jaroslav Fragner (1898–1967)            | 1960       | socha; bronz, kámen                          | kulturní památka |
| Perla                                                     | | Jungmannova 50°4′53,62″ s. š., 14°25′22,44″ v. d.              | Gibbus                                                            | 2017       | socha, kov                                   | vnitroblok |
| Pomník Josefa Jungmanna                                   | Kategorie „Monument to Josef Jungmann (Prague)“ na Wikimedia Commons                                    | Jungmannovo náměstí 50°4′58,33″ s. š., 14°25′20,88″ v. d.      | Václav Levý (1820–1870) Ludvík Šimek (1837–1886)                  | 1878       | socha, pomník; bronz, žula                   | základní kámen položen 13. července 1873, odhalen 15. května; inicioval František Palacký, předseda Svatoboru, spolu se svým zetěm Františkem Ladislavem Riegerem roku 1866 |
| Keramický dekorativní obklad                              | Kategorie „Dekorativní obklad stěn Metro B-Můstek“ na Wikimedia Commons                                 | Jungmannovo náměstí 50°4′58,91″ s. š., 14°25′20,6″ v. d.       | Helena Samohelová (*1941)                                         | 1985       | dekorativní stěna, keramika                  | Metro B-Můstek přestup mezi eskalátory |
| Pítko                                                     | Kategorie „Pítko u stanice Můstek (Jiří Kryštůfek)“ na Wikimedia Commons                                | Jungmannovo náměstí 50°5′0,8″ s. š., 14°25′24,05″ v. d.        | Jiří Kryštůfek (1932–2014) Jarmil Srpa (*1947)                    |            | pítko; žula, vápenec                         | Metro B-Můstek |
| Společensko kulturní význam centra Prahy                  | Kategorie „Praha (relief by Lubomír Šilar)“ na Wikimedia Commons                                        | Jungmannovo náměstí 50°4′58,91″ s. š., 14°25′20,6″ v. d.       | Lubomír Šilar (1932–2016)                                         | 1985       | reliéf, keramika                             | Metro B-Můstek vestibul |
| Kulturní a politický rozkvět českých zemí ve 14. století  | Kategorie „Karel IV. a jeho doba (mosaic by Radomír Kolář and František Tesař)“ na Wikimedia Commons    | Karlovo náměstí 50°4′31,86″ s. š., 14°25′9,22″ v. d.           | Radomír Kolář (1924–1993)                                         | 1985       | mozaika, kámen                               | Metro B-Karlovo náměstí vestibul |
| Obklad ze skleněných tvarovek                             | | Karlovo náměstí 50°4′31,86″ s. š., 14°25′9,22″ v. d.           | František Vízner (1936–2011)                                      | 1985       | dekorativní stěna, sklo                      | Metro B-Karlovo náměstí nástupiště |
| Osvětlovací tělesa                                        | | Karlovo náměstí 50°4′33,6″ s. š., 14°25′8,25″ v. d.            | Josef Kochrda (1939–1995)                                         | 1985       | osvětlení; kov, sklo                         | Metro B-Karlovo náměstí prostor schodiště v podchodu |
| Pomník Vítězslava Hálka                                   | Kategorie „Vítězslav Hálek memorial (Prague)“ na Wikimedia Commons                                      | Karlovo náměstí 50°4′40,12″ s. š., 14°25′13,63″ v. d.          | Bohuslav Schnirch (1845–1901)                                     | 1881       | bronz, pískovec                              | kulturní památka; věnovala Umělecká beseda, severní část parku |
| Pomník Elišky Krásnohorské                                | Kategorie „Statue of Eliška Krásnohorská (Prague)“ na Wikimedia Commons                                 | Karlovo náměstí 50°4′33,94″ s. š., 14°25′10,9″ v. d.           | Karla Vobišová-Žáková (1887–1961)                                 | 1931       | socha, bílý rumunský mramor                  | kulturní památka; nákladem Ženského výrobního spolku českého, střední část parku                                                                                            |
| Pomník J. E. Purkyně                                      | Kategorie „Jan Evangelista Purkyně memorial (Prague)“ na Wikimedia Commons                              | Karlovo náměstí 50°4′28,33″ s. š., 14°25′11,46″ v. d.          | Oskar Kozák (1909–2004) Vladimír Štrunc (*1903)                   | 1961       | socha, pomník; bronz, kámen                  | kulturní památka; jižní část parku |
| Pomník Benedikta Roezla                                   | Kategorie „Benedikt Roezl memorial (Prague)“ na Wikimedia Commons                                       | Karlovo náměstí 50°4′25,5″ s. š., 14°25′9,54″ v. d.            | Gustav Zoula (1871–1915) Čeněk Vosmík (1860–1944)                 | 1898       | socha, pomník; bronz, pískovec               | kulturní památka; jižní část parku |
| Pomník Karoliny Světlé                                    | Kategorie „Karolina Světlá memorial (Prague)“ na Wikimedia Commons                                      | Karlovo náměstí 50°4′31,75″ s. š., 14°25′10,12″ v. d.          | Gustav Zoula (1871–1915)                                          | 1910       | socha, pomník; bronz, mramor, žula           | odhaleno 29. května; kulturní památka, střední část parku |
| Nástěnná plastika pro vodárenský areál Karlov             | Kategorie „Ke Karlovu 8a sculpture“ na Wikimedia Commons                                                | Ke Karlovu 299/8a 50°4′20,51″ s. š., 14°25′41,54″ v. d.        | Eduard Hájek (1928–2016)                                          | 1975       | reliéf, bronz                                | Pražské vodovody a kanalizace |
| Děvče se švihadlem                                        | Kategorie „Děvče se švihadlem (Jana Moravcová)“ na Wikimedia Commons                                    | Ke Karlovu 453/1 50°4′7,26″ s. š., 14°25′38,71″ v. d.          | Jana Moravcová (*1929)                                            |            | socha, kov                                   | Muzeum Policie ČR, dětské dopravní hřiště |
| Kašna                                                     | Kategorie „Kašna (Jiří Kryštůfek)“ na Wikimedia Commons                                                 | Ke Karlovu 453/1 50°4′8,16″ s. š., 14°25′42,08″ v. d.          | Jiří Kryštůfek (1932–2014)                                        | 1990       | fontána; bronz, keramika                     | před Muzeem policie ČR |
| Mozaikové kompozice (†)                                   | | Ke Štvanici 50°5′25,06″ s. š., 14°26′18,26″ v. d.              | Martin Sladký (1920–2015)                                         | 1985       | mozaika, fontána; kámen                      | bývalé Švermovy sady odstraněno 2015 |
| Bitva o Sokolovo                                          | Kategorie „Bitva u Sokolova (mosaic by Oldřich Oplt)“ na Wikimedia Commons                              | Křižíkova 50°5′23,72″ s. š., 14°26′22,23″ v. d.                | Oldřich Oplt (1919–2001) Sauro Ballardini                         | 1974       | mozaika                                      | Metro C-Florenc |
| Mostaři                                                   | Kategorie „Mostaři (Karel Hladík)“ na Wikimedia Commons                                                 | Křižíkova 50°5′22,14″ s. š., 14°26′20,66″ v. d.                | Karel Hladík (1912–1967)                                          | 1980       | reliéf, bronz, beton                         | před autobusovým nádražím |
| Bohyně 390 km v hodině (†)                                | Kategorie „Bohyně 390 km v hodině (Nuselský most)“ na Wikimedia Commons                                 | Legerova 50°4′8,16″ s. š., 14°25′51,25″ v. d.                  | Jan Boháč (*1978)                                                 | 2010       | socha; beton, sklo, kov                      | severní předmostí Nuselského mostu |
| Noviny (†)                                                | | Na Florenci 15 50°5′19,71″ s. š., 14°26′7″ v. d.               | Rudolf Svoboda (1924–1994)                                        | 1988       | reliéf, kov                                  | budova Rudého práva zaniklo 2012 |
| Sestry (†)                                                | Kategorie „Sestry (Olbram Zoubek)“ na Wikimedia Commons                                                 | Na příkopě 847/4 50°5′4,17″ s. š., 14°25′27,19″ v. d.          | Olbram Zoubek (1926–2017)                                         | 1987       | socha, osinkocement                          | původně určeno pro schodiště Domu elegance, od roku 1997 umístěno v hlavním vchodu budovy OPC „Rohlík“ České televize v Podolí (obrázek)                                    |
| Světlonoš se lvem                                         | Kategorie „Lion and genius on Česká národní banka building in Prague“ na Wikimedia Commons              | Na příkopě 864/28 50°5′13,37″ s. š., 14°25′42,08″ v. d.        | Antonín Popp (1850–1915)                                          | 1898       | socha, měď                                   | Česká národní banka |
| Českým botanikům                                          | Kategorie „Pomník českým botanikům (Ivan Jilemnický)“ na Wikimedia Commons                              | Na Slupi 50°4′17,51″ s. š., 14°25′18,15″ v. d.                 | Ivan Jilemnický (1944–2012)                                       | 2005       | hořický pískovec                             | odhaleno 20. října; Botanická zahrada UK |
| Letící kometa                                             | | Na Slupi 50°4′13,94″ s. š., 14°25′11,03″ v. d.                 | Ivan Jilemnický (1944–2012)                                       | 2003       | socha, pískovec                              | Botanická zahrada UK |
| Dělicí bronzová mříž pro Novou scénu Národního divadla    | | Náměstí Václava Havla 50°4′52,39″ s. š., 14°24′52,44″ v. d.    | Štefan Malatinec (1930–2010)                                      | 1983       | mříž, bronz                                  | Nová scéna Národního divadla východní část piazzetty |
| Srdce pro Václava Havla                                   | Kategorie „Pomník Václava Havla (Kurt Gebauer)“ na Wikimedia Commons                                    | Náměstí Václava Havla 50°4′51,18″ s. š., 14°24′51,43″ v. d.    | Kurt Gebauer (*1941)                                              | 2016       | ocel                                         | k příležitosti Havlových nedožitých 80. narozenin |
| Rozhovor                                                  | | Národní 139/8 50°4′51,62″ s. š., 14°24′54,92″ v. d.            | Stanislav Hanzík (1931–2021)                                      | 1983       | socha, pískovec                              | klášter Voršilek zahrada |
| Znovuzrození                                              | Kategorie „Znovuzrození (by Josef Malejovský)“ na Wikimedia Commons                                     | Národní 223/2 50°4′51,6″ s. š., 14°24′50,42″ v. d.             | Josef Malejovský (1914–2003)                                      | 1983       | socha, bronz                                 | Národní divadlo piazzetta |
| Nápis a emblém pro Novou scénu Národního divadla          | | Národní 1393/4 50°4′52,61″ s. š., 14°24′53,26″ v. d.           | Zdeněk Kolářský (1931–2022)                                       | 1983       | emblém, ocel                                 | Nová scéna Národního divadla |
| Skleněná fasáda objektu Nové scény Národního divadla      | | Národní 1393/4 50°4′52,63″ s. š., 14°24′51,41″ v. d.           | Stanislav Libenský (1921–2002) Jaroslava Brychtová (1924–2020)    | 1980       | reliéf, lisofoukané sklo                     | Nová scéna Národního divadla |
| Pocta poštovní známce                                     | Kategorie „Pocta poštovní známce (Ivan Jilemnický)“ na Wikimedia Commons                                | Nové mlýny 1239/2 50°5′32,7″ s. š., 14°25′43,02″ v. d.         | Ivan Jilemnický (1944–2012)                                       | 1978       | socha, pískovec                              | Muzeum poštovních známek instalace 2010 |
| Bez názvu (kráva)                                         | | Odborů 278/4 50°4′39,06″ s. š., 14°25′5,22″ v. d.              | Paolo Tinari                                                      | 2020       | socha                                        | Mosaic House |
| Pomník Františka Palackého                                | Kategorie „Monument of Palacký in Prague“ na Wikimedia Commons                                          | Palackého náměstí 50°4′22,89″ s. š., 14°24′53,35″ v. d.        | Stanislav Sucharda (1866–1916) Alois Dryák (1872–1932)            | 1912       | socha, pomník; bronz, kámen                  | odhaleno 1. července; kulturní památka |
| Skleněná stěna                                            | Kategorie „Vitráž (Ivanka Slavíčková)“ na Wikimedia Commons                                             | Palackého náměstí 50°4′25,51″ s. š., 14°24′56,55″ v. d.        | Ivanka Slavíčková (1932–1988)                                     | 1985       | vitráž, drcené barevné sklo                  | Metro B-Karlovo náměstí výstup Palackého náměstí uzavřené atrium |
| Skleněný objekt v podchodu                                | Kategorie „Kruhový skleněný objekt (Jaroslav Štursa)“ na Wikimedia Commons                              | Palackého náměstí 50°4′24,43″ s. š., 14°24′55,19″ v. d.        | Jaroslav Štursa (1943–2011)                                       | 1985       | osvětlení, sklo                              | Metro B-Karlovo náměstí vestibul, Palackého náměstí |
| Fontánka v Zítkových sadech                               | Kategorie „Pítko u stanice Karlovo náměstí (Luboš Růžička)“ na Wikimedia Commons                        | Palackého náměstí 50°4′21,02″ s. š., 14°24′54,51″ v. d.        | Luboš Růžička                                                     | 1985       | pítko, kámen                                 | Metro B-Karlovo Náměstí Zítkovy sady |
| Kovový reliéf                                             | Kategorie „Telephone exchange Těšnov“ na Wikimedia Commons                                              | Petrská 1158/18 50°5′30,06″ s. š., 14°26′7,76″ v. d.           | Miroslav Vystrčil (1924–2014)                                     | 1978       | reliéf, bronz                                | Automatická telefonní ústředna Těšnov |
| Emblém Automatické telefonní ústředny                     | | Petrská 1158/18 50°5′29,85″ s. š., 14°26′6,06″ v. d.           |                                                                   |            | reliéf, kov                                  | Automatická telefonní ústředna Těšnov |
| Praha svým vítězným synům                                 | Kategorie „Praha svým vítězným synům“ na Wikimedia Commons                                              | náměstí Pod Emauzy 50°4′20,08″ s. š., 14°24′56,31″ v. d.       | Josef Mařatka (1874–1937) Kateřina Amortová (*1952)               | 1932, 1998 | sousoší, pomník; bronz, žula                 | na památku československých legionářů, odhaleno 28. října 1932, během německé okupace zničen, bronzová kopie odhalena 28. října 1998                                        |
| Sloupy (†)                                                | | náměstí Republiky 50°5′17,71″ s. š., 14°25′43,31″ v. d.        | Václav Cigler (*1929)                                             | 1985       | stéla, sklo                                  | Metro B-Náměstí Republiky vestibul soukromé prostory OC Palladium |
| Obkladové čočky pro stanici metra Náměstí Republiky       | | náměstí Republiky 50°5′17,11″ s. š., 14°25′43,81″ v. d.        | Václav Cigler (*1929)                                             | 1985       | obklad, sklo                                 | Metro B-Náměstí Republiky nástupiště |
| Úprava náměstí s fontánkou (†)                            | | náměstí Republiky 50°5′17,11″ s. š., 14°25′43,81″ v. d.        | Anna Hübschmannová (*1944)                                        | 1985       | fontána                                      | Metro B-Náměstí Republiky exteriér, odstraněno |
| Cesta zdraví                                              | | Salmovská 219/13 50°4′30,37″ s. š., 14°25′20,28″ v. d.         | Pavel Přikryl (*1940)                                             | 1987       | dekorativní stěna, kámen                     | ubytovna Všeobecné fakultní nemocnice |
| Černá Madona                                              | | Salmovská 50°4′27,5″ s. š., 14°25′21,2″ v. d.                  | Jakub Grec (*1981)                                                | 2020       | socha                                        | odhaleno 16. srpna; 1. Lékařská fakulta UK |
| Čeští muzikanti a plastika Nil                            | Kategorie „Dancing Fountain (Senovážné náměstí)“ na Wikimedia Commons                                   | Senovážné náměstí 50°5′9,26″ s. š., 14°25′56,15″ v. d.         | Anna Chromy (1940–2021)                                           | 2002       | fontána, sochy (4+1)                         | sochy představují jednotlivé řeky: socha s mandolínou řeku Gangu, flétna Amazonku, houslistka Dunaj a trubač Mississippi ; opodál soliterní socha tanečníka představuje Nil |
| Boscolina                                                 | Kategorie „Boscolina (Nové Město)“ na Wikimedia Commons                                                 | Senovážné náměstí 991/13 50°5′10,48″ s. š., 14°25′59,95″ v. d. | Lenka Šindelářová                                                 | 2004       | socha                                        | CowParade Praha 2004 |
| Pomník Boženy Němcové                                     | Kategorie „Statue of Božena Němcová at Slovanský ostrov“ na Wikimedia Commons                           | Slovanský ostrov 50°4′47,62″ s. š., 14°24′45,44″ v. d.         | Karel Pokorný (1891–1962)                                         | 1955       | socha, bronz                                 | Kulturní památka rejst. č. ÚSKP 44467/1-1038 |
| Klíčnice                                                  | Kategorie „Klíčnice (Olbram Zoubek)“ na Wikimedia Commons                                               | Spálená 108/51 50°4′54,11″ s. š., 14°25′9,39″ v. d.            | Olbram Zoubek (1926–2017)                                         | 1994       | reliéf                                       | Komerční banka, u vchodu, s Karlem Pragerem |
| Fontána pro stanici metra Národní třída (†)               | | Spálená 50°4′53,73″ s. š., 14°25′14,24″ v. d.                  | Pavel Trnka (*1948) osvětlení Ing. Jan Benda                      | 1986       | fontána                                      | Metro B-Národní třída odstraněno 2009 |
| Kontakty (†)                                              | | Spálená 50°4′53,84″ s. š., 14°25′12,96″ v. d.                  | Stanislav Libenský (1921–2002) Jaroslava Brychtová (1924–2020)    | 1984       | tavená skleněná plastika, sklo               | Metro B-Národní třída parter zaniklo roku 2008 při výstavbě OC Quadrio |
| Klasicistní terakotová socha v nice                       | | Spálená/Vladislavova 50°4′51,16″ s. š., 14°25′14,04″ v. d.     |                                                                   |            | socha, terakota                              | nádvoří mezi Spálenou a Vladislavovou |
| Diana                                                     | | Spálená/Vladislavova 50°4′49,78″ s. š., 14°25′14,27″ v. d.     | Petr Prachner (1744/7–1807)                                       | 1804       | socha                                        | nádvoří mezi Spálenou a Vladislavovou; původně Hildprandtovský palác |
| Flora                                                     | | Spálená/Vladislavova 50°4′49,82″ s. š., 14°25′14,08″ v. d.     | Petr Prachner (1744/7–1807)                                       | 1804       | socha                                        | nádvoří mezi Spálenou a Vladislavovou; původně Hildprandtovský palác |
| Klasicistní sousoší                                       | | Spálená/Vladislavova 50°4′51,17″ s. š., 14°25′13,84″ v. d.     | Petr Prachner (1744/7–1807)                                       | 1804       | sousoší                                      | nádvoří mezi Spálenou a Vladislavovou; původně Hildprandtovský palác |
| Klasicistní sousoší/Hygieia                               | | Spálená/Vladislavova 50°4′51,16″ s. š., 14°25′14,21″ v. d.     | Petr Prachner (1744/7–1807)                                       | 1804       | sousoší                                      | nádvoří mezi Spálenou a Vladislavovou; původně Hildprandtovský palác |
| Svatý Václav                                              | Kategorie „Kůň (David Černý)“ na Wikimedia Commons                                                      | Štěpánská 50°4′52,06″ s. š., 14°25′32,91″ v. d.                | David Černý (*1967)                                               | 1999       | polystyren, epoxidová pryskyřice             | pasáž Lucerna |
| Pomník svatého Václava                                    | Kategorie „Statue of Saint Wenceslaus by Myslbek“ na Wikimedia Commons                                  | Václavské náměstí 50°4′47,21″ s. š., 14°25′47,03″ v. d.        | Josef Václav Myslbek (1848–1922) Alois Dryák (1872–1932)          | 1911       | jezdecká socha, 4 sochy světců; bronz, kámen | kulturní památka; poslední socha sousoší (sv. Vojtěch) byla umístěna v květnu 1925                                                                                          |
| Pomník Janu Palachovi a Janu Zajíci                       | Kategorie „Palach and Zajíc memorial in Prague“ na Wikimedia Commons                                    | Václavské náměstí 50°4′46,04″ s. š., 14°25′49,49″ v. d.        | Barbora Veselá arch.Čestmír Houska arch.Jiří Veselý               | 2000       | dvě nízké mohyly s křížem                    | odhaleno 16. ledna; před budovou Národního muzea |
| Architektonické ztvárnění podchodu stanice metra Muzeum   | | Václavské náměstí 50°4′46,86″ s. š., 14°25′48,91″ v. d.        | Jan Špičák (*1936) Ing. arch. Hubička                             | 1978       | poutač, obklad; žula, chrom, ocel            | Metro A-Muzeum podchod |
| Ozdobný bronzový řetěz                                    | | Václavské náměstí 50°4′47,4″ s. š., 14°25′46,74″ v. d.         | Zdeněk Kolářský (1931–2022)                                       | 1983       | ozdobný řetěz a sloupky, bronz               | Pomník svatého Václava |
| Pamětní deska k výstavbě podchodu pod Václavským náměstím | | Václavské náměstí 50°4′56,55″ s. š., 14°25′34,09″ v. d.        | Josef Hvozdenský (1932-2009)                                      | 1968       | pamětní deska                                | podchod ve střední části Václavského náměstí |
| Reliéfy (2)                                               | Kategorie „Reliefs in Můstek metro station (Ladislav Dydek, František Bílek)“ na Wikimedia Commons      | Václavské náměstí 50°4′56,55″ s. š., 14°25′34,09″ v. d.        | František Bílek (1907–1985) Ladislav Dydek (1919–2006)            | 1978       | reliéf                                       | Metro A-Můstek podchod pod Václavským náměstím |
| neuveden (3+1†)                                           | Kategorie „Reliefs in Metro-Můstek (Josef Buňka)“ na Wikimedia Commons                                  | Václavské náměstí 50°4′56,55″ s. š., 14°25′34,09″ v. d.        | Josef Buňka (*1940)                                               | 1978       | reliéf                                       | Metro A-Můstek plastiky s písmeny A, B a C, písmeno D odstraněno podchod pod Václavským náměstím                                                                            |
| Portál divadla Semafor (†)                                | | Václavské náměstí 785/28 50°4′55,7″ s. š., 14°25′28,71″ v. d.  | Jiří Novák (1922–2010)                                            | 1964       | dekorativní stěna; sklo, kov                 | Palác U Stýblů |
| Sochy na lodžii Hotelu Jalta                              | Kategorie „Sculptures at loggia of Hotel Jalta“ na Wikimedia Commons                                    | Václavské náměstí 818/45 50°4′52,08″ s. š., 14°25′42,28″ v. d. | Jan Jiřikovský (1906–1990)                                        | 1954–1958  | sousoší, travertin                           | Hotel Jalta |
| Figurální reliéf                                          | Kategorie „Figurální reliéf (Ivan Racek, Lubomír Zanáška)“ na Wikimedia Commons                         | Václavské náměstí 812/59 50°4′47,46″ s. š., 14°25′49,01″ v. d. | Ivan Racek (1924-2003) Lubomír Zanáška (*1921)                    |            | reliéf, travertin                            | Dům potravin |
| neuveden (†)                                              | | Vinohradská 50°4′45,05″ s. š., 14°25′55,13″ v. d.              | Václav Šerák (1931–2021)                                          | 1980       | keramická stěna, keramika                    | u Národního shromáždění, přemístěno na sídliště Ládví |
| Pomník Woodrowa Wilsona                                   | Kategorie „Monument to Woodrow Wilson in Prague“ na Wikimedia Commons                                   | Vrchlického sady 50°5′1,98″ s. š., 14°25′59,22″ v. d.          | Michal Blažek (*1955) Václav Frydecký (1931–2011) Daniel Talavera | 2011       | socha; bronz, kámen                          | odhaleno 8. září; před budovou Hlavního nádraží |
| Keramické objekty                                         | Kategorie „Plastické objekty“ na Wikimedia Commons                                                      | Vyšehradská 2075/51 50°4′23,08″ s. š., 14°25′3,63″ v. d.       | Helena Trubáčková-Zenklová                                        | 1973       | glazovaná keramika                           | CAMP - Centrum architektury a městského plánování, atrium |
| Plastické články                                          | Kategorie „Plastické články“ na Wikimedia Commons                                                       | Vyšehradská 2075/51 50°4′22,09″ s. š., 14°25′5,39″ v. d.       | Miloslav Chlupáč (1920–2008)                                      | 1972       | dekorativní stěna, zbuzanský vápenec         | CAMP - Centrum architektury a městského plánování |
| Památníček zahynulých plavců                              | Kategorie „Raftsmen monument at Výtoň, Prague“ na Wikimedia Commons                                     | Výtoň 50°4′3,61″ s. š., 14°24′56,23″ v. d.                     | Jan Jiřikovský (1906–1990)                                        | 1971       | památník, kámen                              | památník podskalským plavcům a vorařům od Spolku Vltavan |